# BBC Automobili
La BBC è stata una casa automobilistica Italiana a cavallo degli anni quaranta e cinquanta del secolo scorso.

## Storia
Nel secondo dopoguerra, Giuseppe Benelli, fondatore "ufficiale" dell'omonima casa motociclistica di Pesaro, era convinto che il futuro dei trasporti fosse nell'automobile. In realtà Giuseppe coltivava l'idea di produrre automobili già dal 1940 e questo fu uno dei principali motivi di attrito con i fratelli con cui gestiva l'azienda di famiglia, che non condividevano questa sua visione strategica. Al termine della guerra si crearono le condizioni ideali per mettere in pratica questo suo intento per la convergenza d'interessi di Pietro Beretta e Guglielmo Castelbarco Albani. Pietro Beretta, che gestiva insieme ai figli la famosa fabbrica di armi di Gardone Val Trompia, a guerra finita, visto il crollo verticale delle commesse militari, ha individuato nell'automobile una possibile riconversione industriale. Il conte milanese Guglielmo Castelbarco Albani, amico di entrambi, sarà il tramite dei due attori principali. Nasce così la BBC (dall'acronimo dei cognomi dei partecipanti). A questo punto i contrasti fra i fratelli Benelli si faranno insanabili, tanto che Giuseppe uscirà dall'azienda di famiglia cui aveva dato tanto lustro.

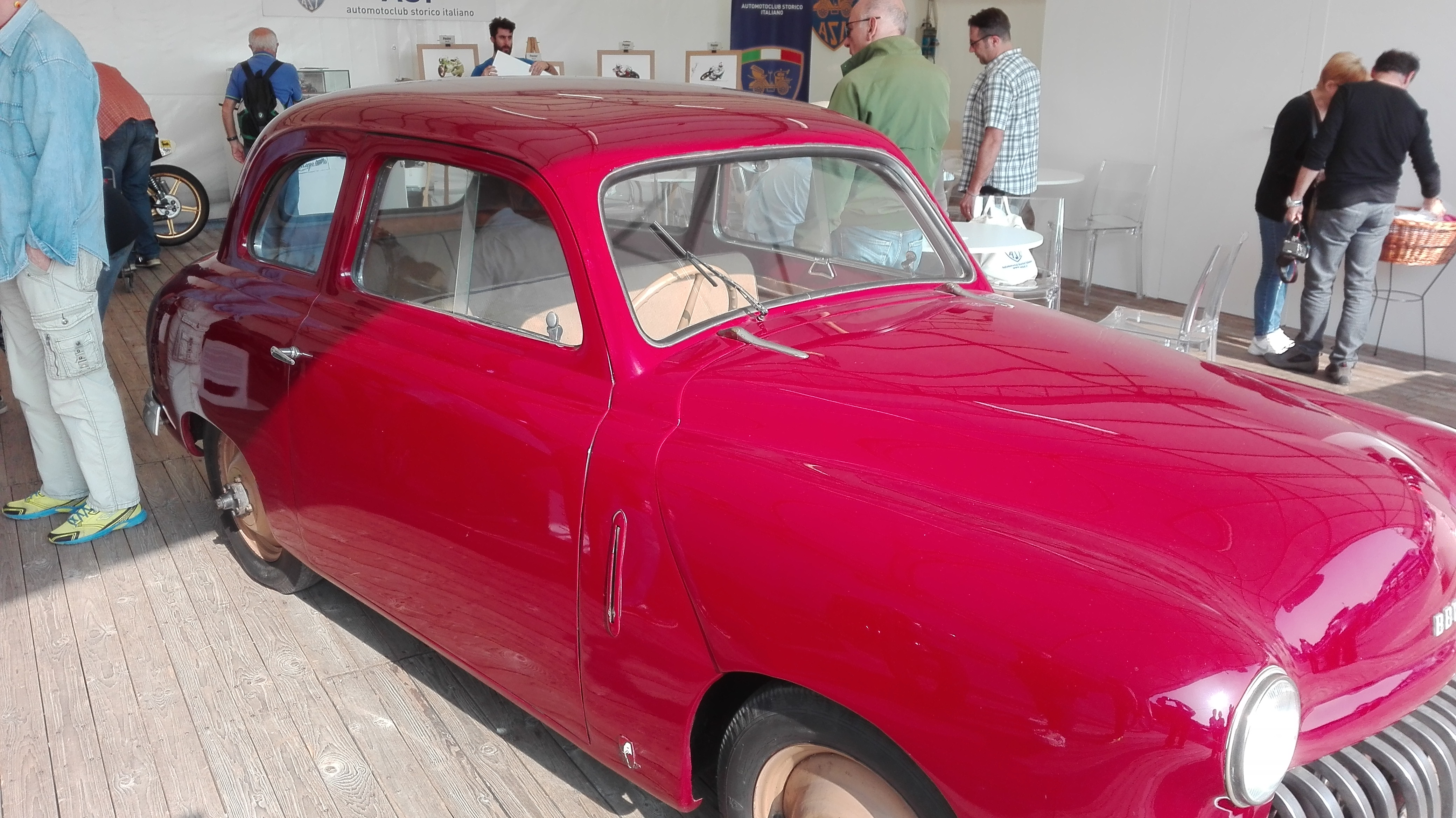
L'autovettura BBC (1949)

L’idea era semplice: mettere insieme dei capitali (e questo era compito di Castelbarco), utilizzare la struttura organizzativa ed industriale della Beretta, avvalersi delle grandi doti di progettista di Giuseppe Benelli, per realizzare un'utilitaria che si ponesse come alternativa alla FIAT 500 B (detta Topolino). Benelli progetterà "ex-novo", motore, telaio e carrozzeria della vettura che prese forma definitiva nel 1950, con la realizzazione di un prototipo allestito dalla nota carrozzeria Alberto Rosso di Torino, su disegno di Benelli, che si distingue per la linea moderna tipo "ponton" (quella, per capirci, della successiva Fiat 1400). Il risultato sarà una berlina a due porte con un’ottima abitabilità per quattro persone, che non sembra concedere niente a un’idea di ristrettezza o spartanità, anche nei contenuti tecnologici che erano all'avanguardia per il periodo, basti pensare al motore anteriore bicilindrico a "V" con valvole in testa e punterie idrauliche, ai giunti omocinetici, alla trazione anteriore e alle ruote con sospensioni indipendenti.
Ma l’iniziativa non decolla, la produzione non parte e i ritardi si accumulano uno sull’altro. La famiglia Beretta ad un certo punto si ritira dal progetto senza dare alcuna spiegazione agli altri due soci, malgrado le loro ripetute richieste di chiarimenti. Non si conoscono i reali motivi di questo silenzioso disimpegno, quelli più accreditati sono: un "veto" della FIAT a Pietro Beretta, l'eccessivo costo della vettura, la ripresa del mercato delle armi dovuto allo scoppio della guerra in Indocina e Corea. Benelli fa allora un ultimo tentativo al Salone dell'automobile di Torino del 1952, presentando la sua BBC, versione giardiniera, sotto il marchio F.A.M (Fabbrica Auto Motoveicoli) ma alla fine la vettura rimase solo un prototipo e Giuseppe tornerà a produrre motociclette nella sua natia Pesaro con il marchio MotoBi.
Della vettura BBC furono realizzati tre prototipi: una berlinetta, una "giardiniera" e un autotelaio con motore. La Berlinetta è attualmente di proprietà di Ugo Gussalli Beretta e conservata al Museo Beretta di Gardone Val Trompia, mentre le altre due realizzazioni erano esposte al Museo Morbidelli di Pesaro che è stato alienato dalla famiglia nel 2020 e attualmente sono visibili al Museo Officine Benelli di Pesaro insieme a 71 esemplari di motociclette (ex Morbidelli), tutte di proprietà ASI.